# José Puertollano Yudes
José Puertollano Yudes (Granada, 14 de marzo de 1933), más conocido como "Pepe Puertollano", fue un novillero y banderillero de toros español.

## Carrera profesional

### Novillero
El torero José Puertollano debutaba como novillero sin picadores en la temporada de 1953, participando dentro de la promoción realizada desde la Escuela taurina de Granada. Una temporada en la que alcanzaría pisar plazas andaluzas como la de la propia capital granadina o de Antequera, lidiando una novillada de Pérez de la Concha junto con Manuel Segura, Enrique Sánchez "Vaquerito" y Currito Martín.
Por su amistad con toreros de la época, como el también granadino Enrique Bernedo"Bojilla", se trasladó hasta Madrid en 1955, instalándose en la Calle Hermosilla, número 55; desde donde intentará abrirse camino como joven promesa del toreo. Tanto es así que el periódico Ideal, lo vino a considerar como "el torero que espera Granada".
En junio de 1960, Puertollano alcanzaba debutar en plazas de importancia como la Plaza de toros de Sevilla, donde obtuvo aplausos tras lidiar un novillo de Rocío Martín Carmona, en compañía de los también novillero sAntonio Montero, Eduardo Arévalo, José Gonzaléz "Pepete de Coria", Emilio Fernández "Rubio de Sevilla" y José Fernández "Alcalareño".
Durante estos mismos afrontará distintos compromisos, actuando en festivales taurinos como el celebrado en Trevélez, a beneficio de la restauración de la iglesia parroquial, junto con el novillero Santi Lozano o como sobresaliente en algunos festejos, como el celebrado en Atarfe, en septiembre del año 1961 y en el que participó un joven Manuel Benítez "El Cordobés". Incluso vistiéndose de luces en distintos puntos de la geografía española, como Palencia, donde actuó en un mano a mano junto a Julio Márquez, estoqueando una corrida del hierro de Encinas.

### Banderillero
Tras haber probado fortuna, Pepe Puertollano terminará actuando en los ruedos como banderillero, situándose dentro de las cuadrillas de Pepe Cáceres, Manuel Ortiz, José Julio Granada y Manuel Carra; además de con otros toreros, que le permitieron comparecer hasta en 61 tardes en la Plaza de toros de Granada; 20, en las plazas de Las Arenas y la Monumental de Barcelona y 22 en Las Ventas.
En los años setenta se recogen algunos de sus percances más graves como torero de plata: en octubre de 1970 tras ser herido con pronóstico de carácter reservado por un toro de la ganadería de Flores Albarrán que saltó al callejón en la Plaza de toros de Málaga, y en abril de 1972 al ser herido por una puya en el cuello en la Plaza de toros de Granada.
Retirado de los ruedos, en 1999 adquiría por parte de la Peña "Los Tres Juanes", de Atarfe, el encargo de pronunciar el pregón de la Feria del Corpus; y en 2007 asumir junto con el también banderillero granadino Pedro Pérez "Chicote" la dirección de la Escuela Taurina de Atarfe, con sede en la propia plaza; dirigiendo el destino de algunos de los novilleros que desde su creación han pasado por este lugar.